# 阿塞拜疆
阿塞拜疆共和国，通称亞塞拜然（Azərbaycan），是一个位于東歐和西亞交界处以及外高加索东部的跨大陆国家，政府为总统制和宪法共和制，所处地区是连接东欧和西亚的十字路口 ，东临裏海，南接伊朗，西边和亚美尼亚、土耳其及格鲁吉亚为邻，北界俄罗斯。阿塞拜疆的一块飞地：纳希切万自治共和国，与土耳其东北部有小段接壤。国名来自于古波斯語，意为“火的土地”。該國以地理位置而言大部分屬於亞洲，少部分属于欧洲，但對外一般自稱歐洲國家。
阿塞拜疆民主共和国于1918年5月28日正式宣布独立，成为第一个以穆斯林占绝大多数的世俗化民主共和国，也是第一个有歌剧和戏剧院和现代大学的穆斯林国家。阿塞拜疆于1920年成为一个苏维埃共和国，阿塞拜疆在苏联解体前的1991年8月30日独立。
阿塞拜疆的宪法中未指明国教，且国家的大多数政治力量都是世俗主义者，但大部分的国民以及国内一些反对派也都为什叶派人士。阿塞拜疆的人类发展指数较高，与大多数东欧国家相当。阿塞拜疆也有较高的识字率和较低的失业率。然而阿塞拜疆的贪污现象也很普遍，特别是在公共服务业上。在2009年阿塞拜疆宪法公民投票中，国民议会废除了总统任期限制。现在的执政党新阿塞拜疆党执政以来，就阿塞拜疆人权和政党的集权主义遭到指责。

## 词源
根据现代的词源考证，阿塞拜疆这个名称来自伊朗北部区域，以大不里士为中心的阿特罗巴特斯（Atropates），他是一位来自阿契美尼德王朝担任总督的波斯人，他后来又效力于亚历山大大帝，在米底王国担任总督。在波斯古经中佛拉瓦奇亚瑟斯提到，从阿维斯陀语翻译过来即“我们尊崇神圣的阿特罗巴特斯的佛拉瓦奇。”
后来阿特罗巴特斯自己为王建立了阿特罗帕特尼王国（在今天伊朗阿塞拜疆区域），“阿特罗巴特斯”这个名称在希腊语中是“被（圣）火保护的”或者“（圣）火的土地”。跨越数千年，这个名称经过了从[Āturpātākān] 错误：{{Transl}}：无法识别转译标准 $1（帮助）到[Ādharbādhagān] 错误：{{Transl}}：无法识别转译标准 $1（帮助）、Ādharbāyagān以及Āzarbāydjān再到现在的Azerbaijan的演化。可根据现代波斯语翻译为“贮藏库”、“贮火之库”或者“火之国/火的土地”。
“阿塞拜疆”这个地名原指伊朗阿塞拜疆，而现在的“阿塞拜疆”国名是在1918年的阿塞拜疆民主共和国时期第一次使用，此后沿用至今。当时用此名称命名还引起伊朗政府的反对和抗议。

## 历史

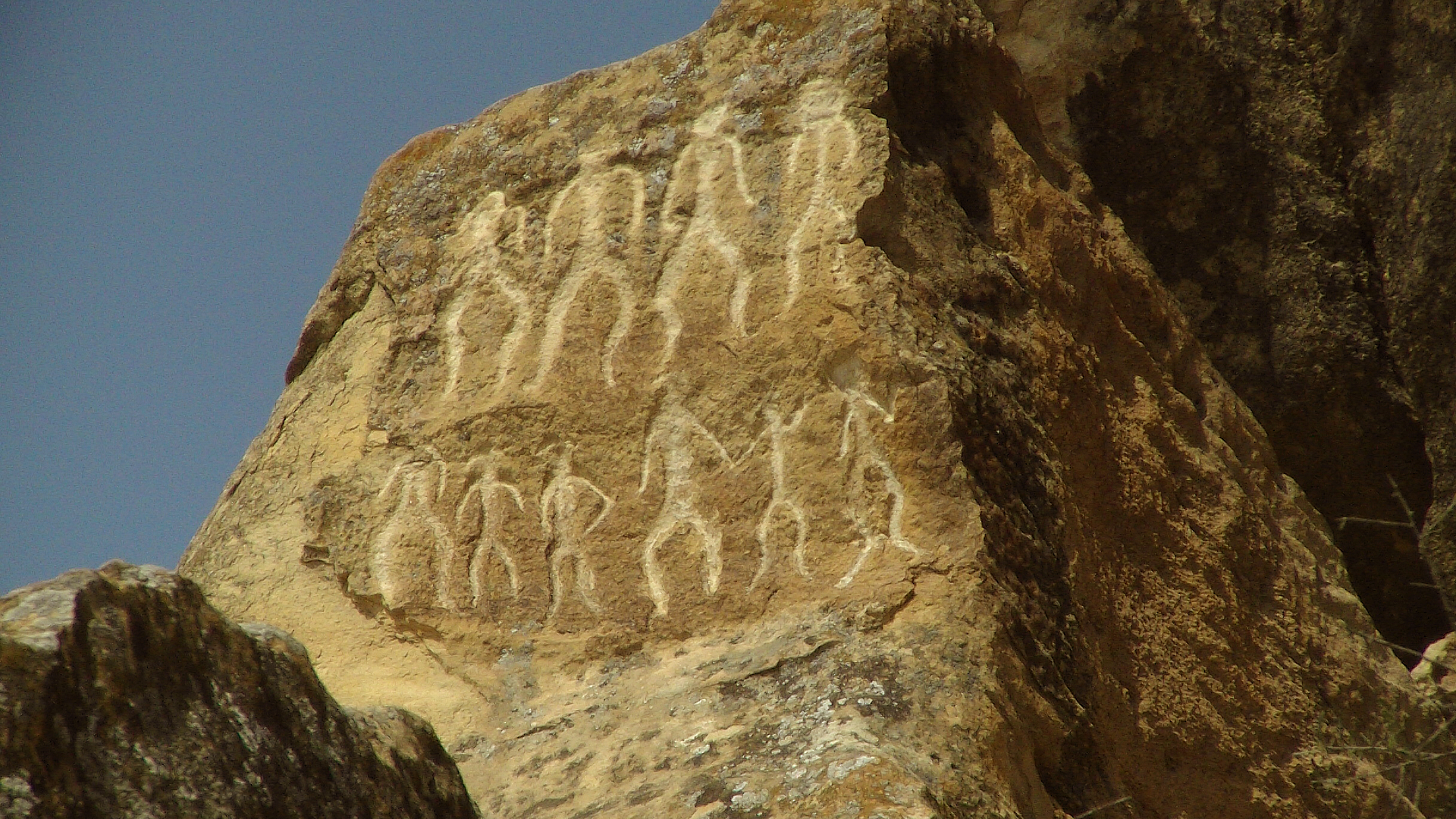
一幅位于戈布斯坦的岩刻，时间可追溯到公元前一万年，对于当时的文化繁荣可见一斑。它被列入世界遗产，并被认为“具有杰出的普世价值”

### 史前和古代历史
在石器时代的晚期，阿塞拜疆境内有了最早人类聚居的迹象。并与位于纳戈尔诺-卡拉巴赫的阿祖卡赫洞穴遗迹有关。在阿塞拜疆的塔及里尔洞穴（Tağılar）、达木达下利洞穴（Damdzhaly）、扎尔洞穴（Zar）和雅塔奇-耶律洞穴（Yataq-yeri）以及雷雅拉特普（Leylatepe）和萨拉特普（Saraytepe）坟场有着旧石器时代晚期和青铜时代晚期的文化遗迹。
包括斯基提亚人在内的较早定居者，于公元前9世纪定居于阿塞拜疆。自斯基提亚人到来后，来自米底王国的伊朗人控制了阿拉斯河南部地区。米底王国在公元前900至700年间达到鼎盛，在公元前大约550年被新兴的阿契美尼德帝国所兼并。在阿契美尼德帝国统治下，琐罗亚斯德教开始在这个区域传播。之后这个区域被亚历山大大帝的马其顿王国征服，以及成为塞琉古帝国的一部分。位于阿塞拜疆东北部的原住民高加索阿尔巴尼亚人在公元前4世纪时开始统治这个区域，建立以一个受亚美尼亚文化影响的独立王国。在这个时期，琐罗亚斯德教传播到高加索地区和阿特罗帕特尼地区。
公元前4世纪至3世纪，亚美尼亚人在位于现在阿塞拜疆的西南部地区建立了阿爾塔克夏王朝，在公元前189年至公元426年间，阿塞拜疆的东南部区域（包括了今飞地纳希切万）被并入了大亚美尼亚王国，由阿爾塔克夏王朝（公元前189年至公元12年）和阿萨息斯王朝（公元54至428年）先后统治。
在拜占庭-萨珊战争期间，亚美尼亚王国国土先后遭到拜占庭帝国（公元378年）和波斯萨珊王朝（428年）瓜分并导致国家灭亡。亚美尼亚王国有着种族混居的阿尔塔克西省和尤迪克省于公元378年成为高加索阿尔巴尼亚王国的领土。

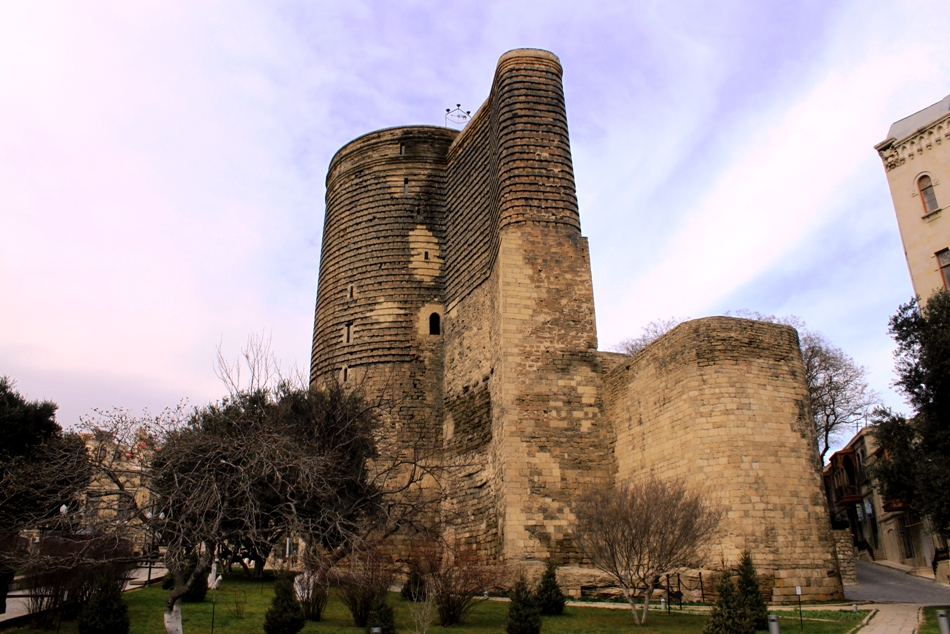
于公元11至12世纪建在巴库旧城的少女塔现在成为阿塞拜疆的世界遗产

### 封建时代
公元252年，高加索阿尔巴尼亚沦为波斯萨珊王朝的一个附庸国，在公元4世纪，高加索阿尔巴尼亚Urnayr国王正式采用基督教为国教。尽管高加索阿尔巴尼亚受萨珊统治，但在公元9世纪前仍保持了半独立的状态。在并且高加索阿尔巴尼亚为完全受控于萨珊后也仍保留了君主制。随着伊斯兰的倭马亚王朝的崛起和伊斯兰对波斯的征服，逐渐控制了高加索地区。高加索阿尔巴尼亚的信奉基督教的王子Javanashir与倭马亚王朝哈里发摩栧（Muaviya）会过两次面。在第一次会面（667年）期间，哈里发摩栧答应了Javanashir希望减轻他国内的重税负担的请求以及察觉到Javanashir在这个地区极具权威，高加索阿尔巴尼亚虽然成为了哈里发的附庸国，但在国家内政上保持了独立。倭马亚之后的哈里发国阿拔斯王朝（黑衣大食）因后期的衰落而导致了权力的真空，出现了马木留克王朝、萨吉达王朝、萨拉里王朝、白益王朝等众多的地方政权。11世纪初，阿塞拜疆境内受到来自中亚的突厥人部落的侵占。由这些突厥人建立的为第一个王朝为塞尔柱帝国，在1067年领土扩张到今天阿塞拜疆所在的地区。
在这些突厥人（或土耳其人）到来之前，生活在现在阿塞拜疆的这个地区的人们说几种印欧语系、东北高加索语系（在东北部的）的语言，其中亚美尼亚语和伊朗语支的一种被称作老阿赛瑞语渐渐地被一种突厥语，即今天的阿塞拜疆语的早期形式所取代。为了辨明这一支伊朗语是来自土耳其阿塞拜疆语还是阿赛瑞语，它被划归为阿赛瑞语（或老阿赛瑞语），因为突厥语和突厥人在波斯语中也被划归为“阿赛瑞”类别。然而，一些语言学家将伊朗阿塞拜疆和阿塞拜疆共和国内的那些高加索塔蒂人说的高加索塔蒂语划归为阿赛瑞语的残余部分。自11世纪统治当地的塞尔柱帝国之后为阿德贝格，他们在阿塞拜疆境内建立的王朝为埃爾迪古茲王朝，在技术上他们从属塞尔柱苏丹，但在有时那些阿德贝格是实际上的领导者。在塞尔柱王朝统治下，在今天阿塞拜疆这个地域的尼扎米、卡克尼等诗人的出现使伊朗文学变得兴盛起来。之后短暂存在的札剌亦儿王朝遭到帖木儿的入侵而覆灭。
统治阿塞拜疆当地的希尔凡沙阿政权也成为了帖木儿帝国的附庸国，在帖木儿帝国与金帐汗国统治者脱脱迷失的战争中援助了帖木儿帝国。随着帖木儿的逝世，出现了两个独立的敌对突厥政权：黑羊王朝和白羊王朝。希尔凡沙阿重新得权，成为一个高度自治政权的统治者。在1501年受萨非王朝的征服和迫害下，希尔凡沙阿的最后政权强制将什叶派的人数提高到了曾经逊尼派那样多。

### 近代
萨非之后统治这个地区的是伊朗的阿夫沙尔王朝和桑德王朝以及短暂统治这个地区的卡扎尔王朝，它所统治的北阿塞拜疆这块土地在19世纪初期战败后割让给了俄罗斯帝国，然而，特别是在桑德王朝崩溃和卡扎尔王朝早期的时候，这块地域出现了许多在实际上是自治的高加索汗国。

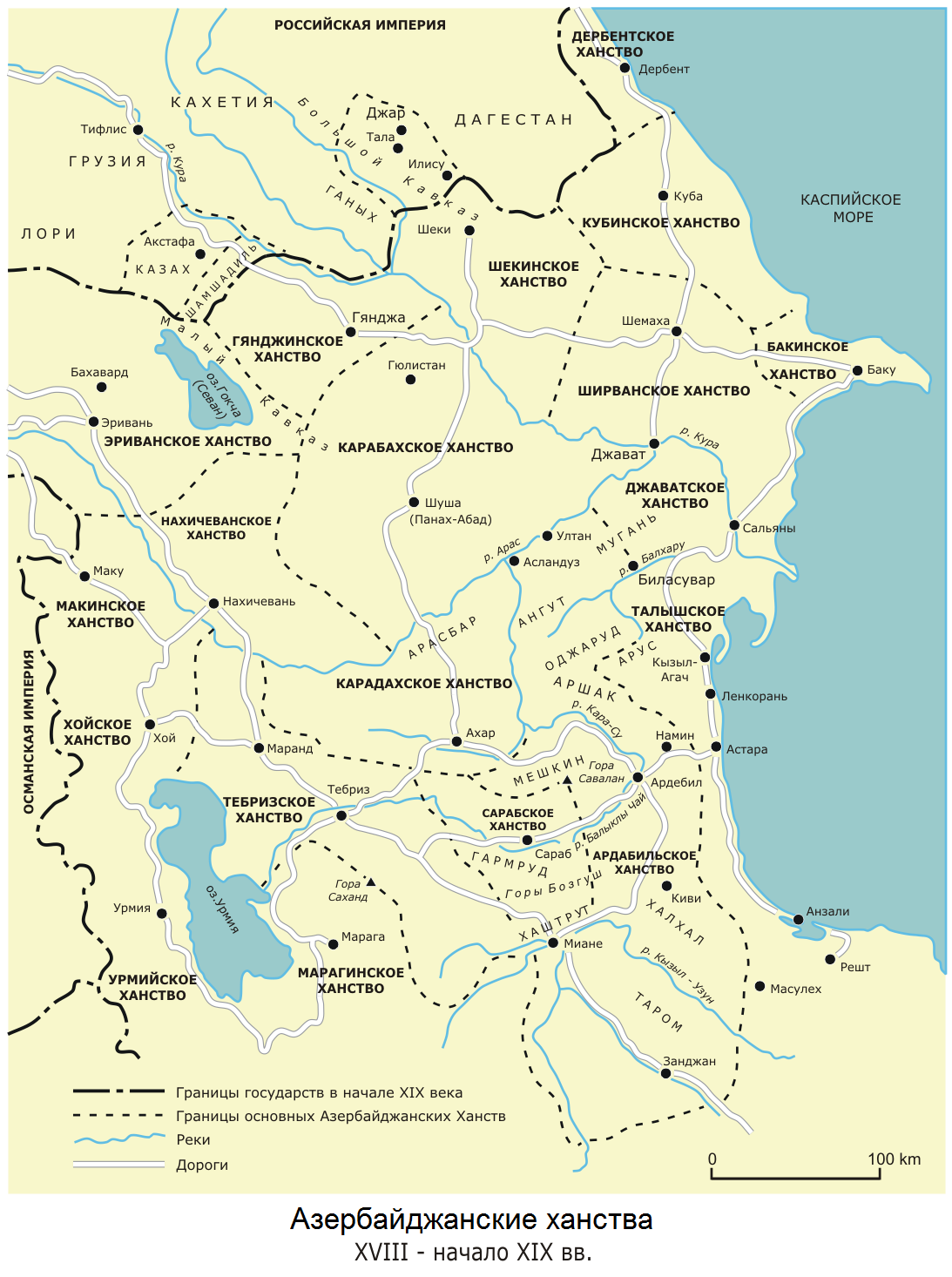
18-19世紀初作為波斯附庸的高加索諸汗國

公元3世紀，阿塞拜疆處於波斯人的統治之下，公元642年被阿拉伯哈里發國（阿拉伯帝國）征服。公元11至13世紀阿塞拜疆民族形成，9－16世紀遭受突厥人、蒙古人和波斯人的入侵。

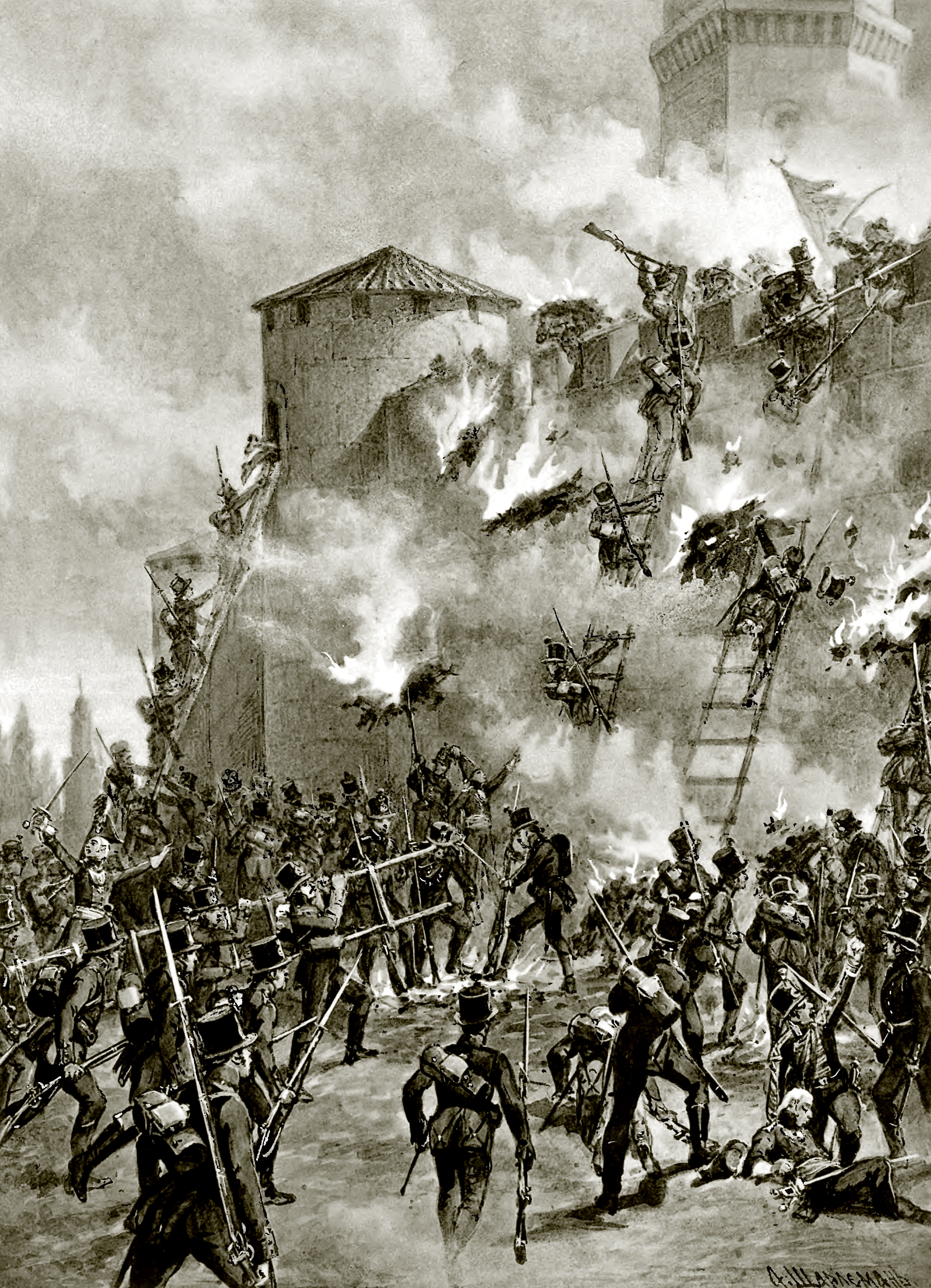
1804年俄軍入侵波斯北疆的占賈圍城戰

18世紀歷經彼得大帝和凱薩琳大帝富國強兵後的俄羅斯帝國迅速強大，於18世紀下半開始威脅波斯北疆。在和波斯帝國進行長達30年的戰爭後，1828年阿塞拜疆的北部歸併於俄羅斯，南部則作為波斯的一個省保留了下來，該年簽訂的土库曼恰伊条约確立了沙俄與波斯的疆界。從19世紀中葉起，巴庫的石油開採很大地抬升了外高加索的經濟實力。到1900年，巴庫成為世界首屈一指的石油中心，連帶使各國的無產階級匯集此地，形形色色的社會主義和馬克斯主義思潮將此地攪擾得動盪不安。
1917年俄國革命之後，11月建立了從外高加索民主聯邦共和國獨立的阿塞拜疆民主共和國，但此共和國先後被英國人（1918年8-9月）、鄂圖曼帝國（9-10月）、英國人（12月）給占領。同時阿塞拜疆還跟亞美尼亞民主共和國爭奪納卡地區的控制權而發生邊境戰爭。
1920年蘇俄紅軍占領阿塞拜疆，4月28日成立阿塞拜疆苏维埃社会主义共和国，1922年3月12日同格鲁吉亚、亚美尼亚组成外高加索苏维埃社会主义联邦共和国，同年12月30日该联邦共和国加入苏联，1936年12月5日改为直属的苏联加盟共和国之一。

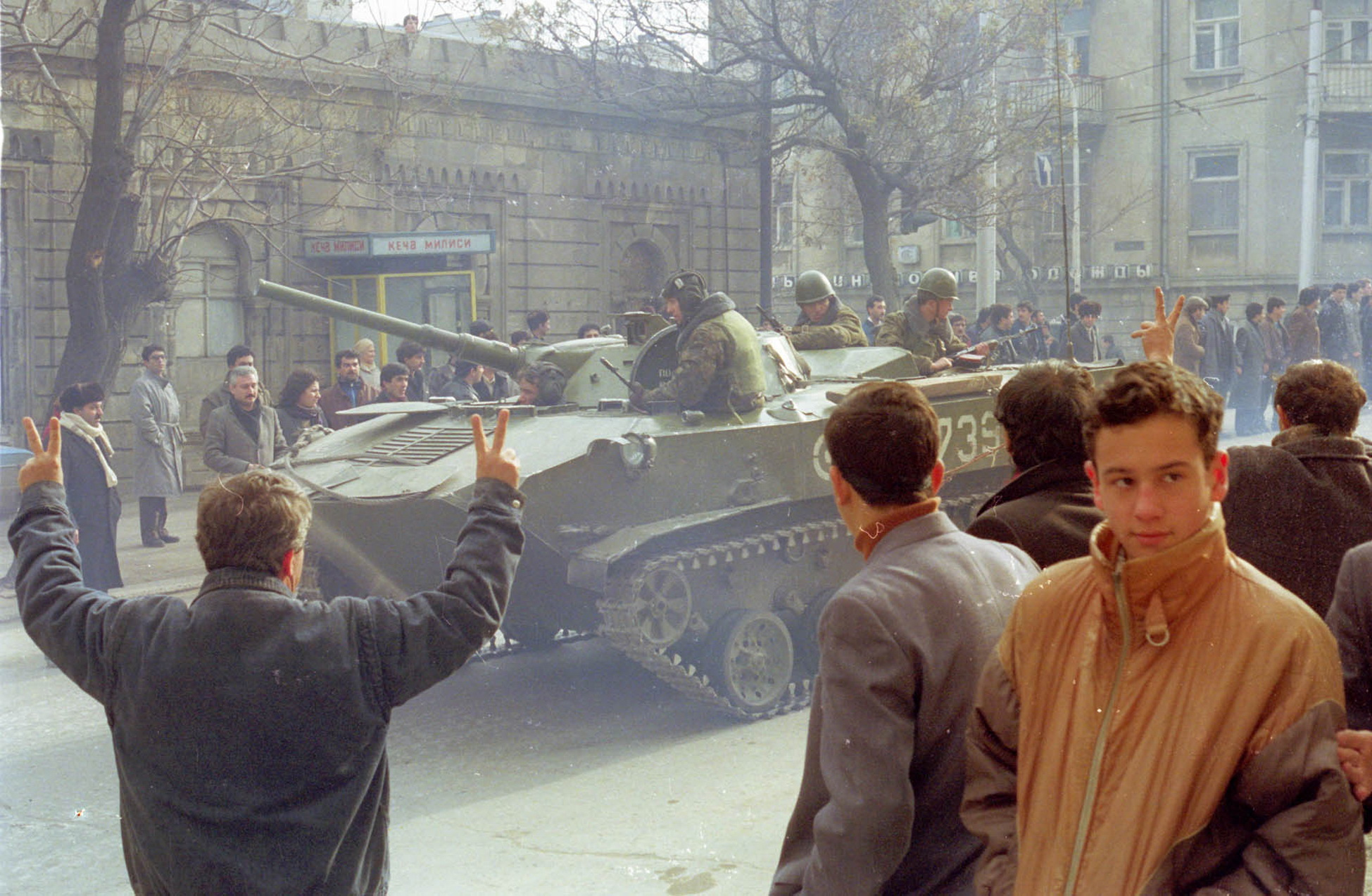
1990年「黑色一月」時進駐巴庫以鎮壓獨立運動的蘇聯坦克

阿塞拜疆的精英在史達林的大清洗政策時大批死亡，共產黨對宗教人士的虐待也是頗為嚴酷，但在二戰時蘇聯的衛國戰爭中，阿塞拜疆動員1/5的人口參戰：約68萬人上前線（其中有10萬名婦女），25萬人戰死，而當時阿塞拜疆的人口則是340萬。1969-1982年在經濟衰退的背景下，阿塞拜疆共產黨第一書記阿利耶夫採取強硬方針宣誓肅貪，但沒能阻止官僚主義和腐敗的蔓延。1990年1月，受東歐劇變影響，阿塞拜疆人的獨立運動已在兩年內急速攀升，反亞美尼亞人的種族屠殺運動（巴庫為中心）導致蘇聯紅軍在當年一月進駐巴庫並造成傷亡與破壞，史稱「黑色一月」（約147位平民被紅軍殺死、800人受傷），這次鎮壓削弱了民族獨立運動，直到1991年蘇聯的八月政變爆發，才給阿塞拜疆完成獨立的良機。1991年8月30日宣布独立，成立阿塞拜疆共和国。

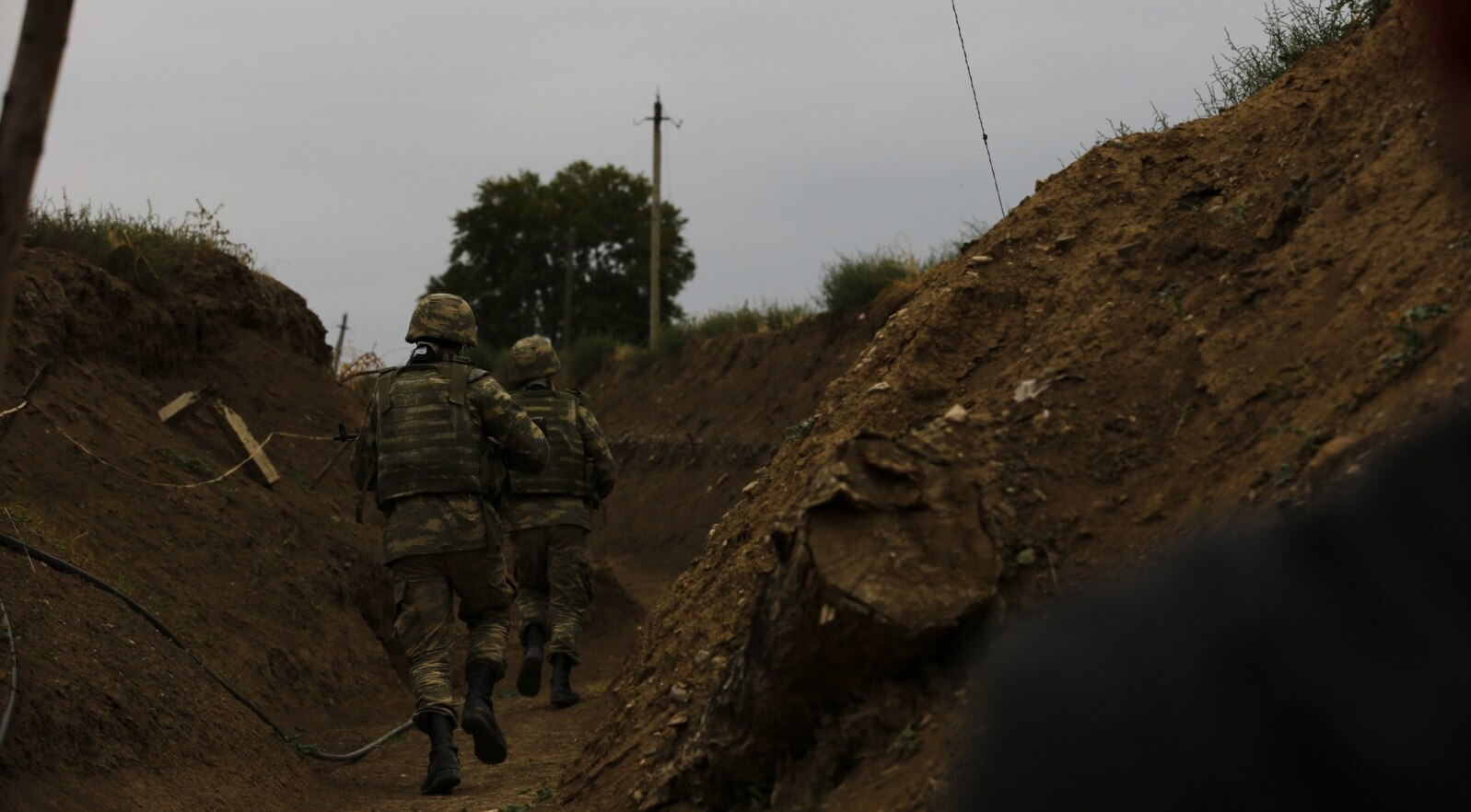
卡拉巴赫的阿塞拜疆士兵

1991年9月，亞塞拜然境內具有争议、以亚美尼亚人为主体的納戈爾諾-卡拉巴赫区域，重申了它们自愿想要脱离阿塞拜疆的宣言。在法理上被国际广泛认作是阿塞拜疆的领土自1991年的纳戈尔诺-卡拉巴赫战争爆发一直被阿尔察赫共和国占据，1994年簽署停火協議後，由欧洲安全与合作组织推动談判解決納卡問題，于2020年納戈爾諾-卡拉巴赫戰爭结束之际，三分之二部分被阿塞拜疆政府收回。2023年9月，阿塞拜疆對納戈爾諾-卡拉巴赫的阿爾察赫共和國發動攻勢，2023 年 9 月 28 日，阿爾察赫共和國總統薩姆韋爾·沙赫拉馬尼揚宣布阿爾察赫共和國將於2024年1月1日停止存在，大量亞美尼亞人逃離納戈爾諾-卡拉巴赫。2023年10月15日阿塞拜疆总统伊利哈姆·阿利耶夫访问了纳戈尔诺-卡拉巴赫地区，并在以前用作阿尔察赫总统府的建筑上正式升起阿塞拜疆国旗。

## 地理

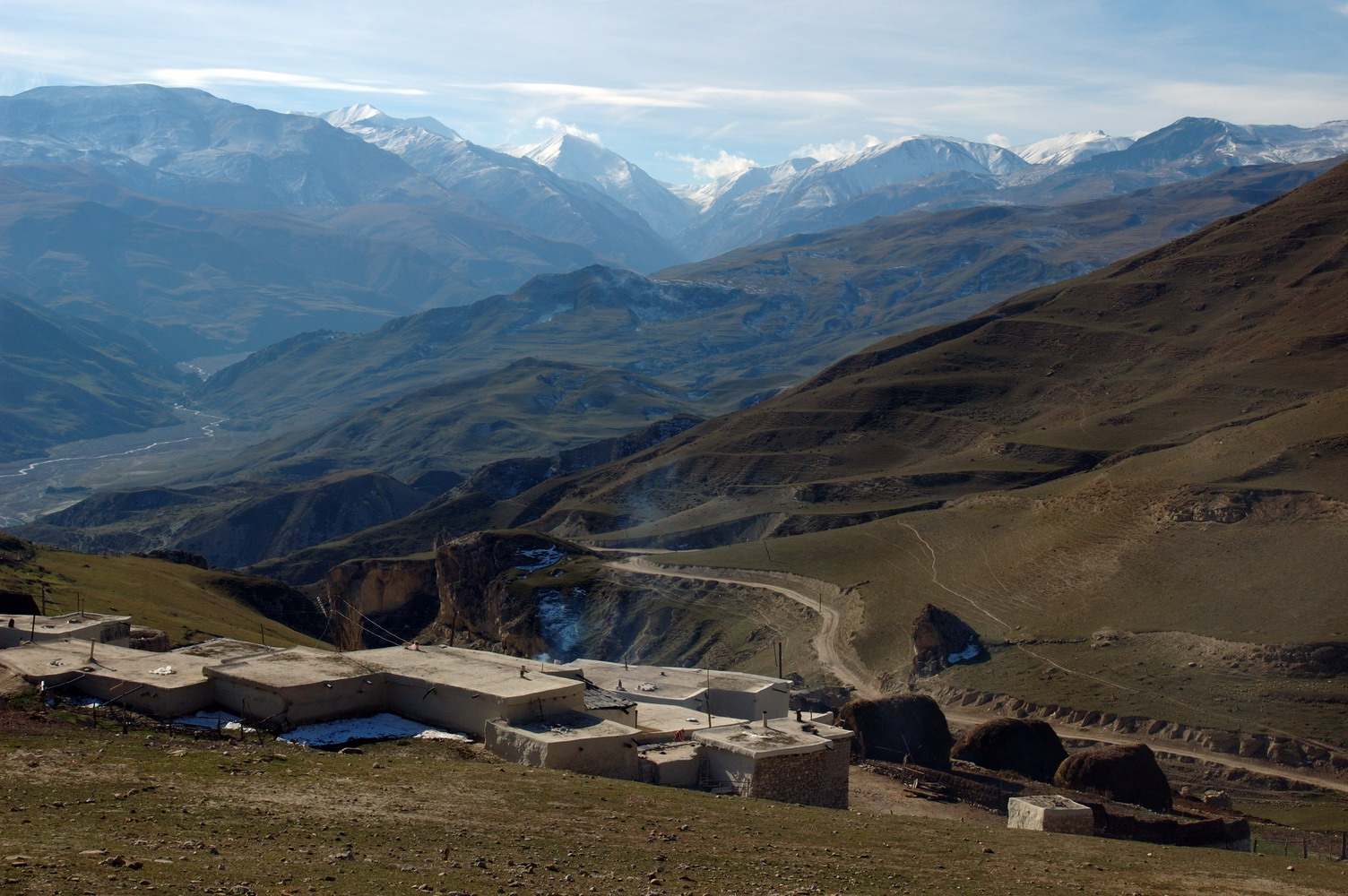
高加索山脈

阿塞拜疆共和国坐落於高加索山脈之南方，東臨裏海，北界俄羅斯，西與亞美尼亞、格鲁吉亚為鄰，南接伊朗。阿塞拜疆境內土地約半數為山地。境內最高峰為巴薩杜茲峰，位於高加索山脈，海拔4,740公尺。欧洲部分面积约1万km²。
阿塞拜疆境內氣候多樣，中部與東部為乾燥型氣候，東南方降雨較為充沛。首都巴庫緊臨裏海，冬天溫暖，一月月均溫為4℃，七月月均溫為25℃。北方與西方的山區氣溫較低，夏天平均溫為12℃，冬天平均溫為-9℃。阿塞拜疆境內大部分地區一年的降雨量只有200毫米，但少數地區例如高加索山脈的高海拔區以及東南方的蘭克朗平原降雨較多，一年降雨量可達1000毫米。基本上大部分阿塞拜疆的國土皆是在春秋兩季較為潮溼，夏季則是乾季。

## 政治
憲法上阿塞拜疆是一個半總統制的多黨制民主國家，但事實上整個政府運作沒有實際上的民主，民主指數也屬於獨裁。阿塞拜疆總統是國家元首，阿塞拜疆副總統是國家副元首為二號領導人；阿塞拜疆總理則是政府領導人。立法權由政府和國會所有。阿塞拜疆在1991年12月通過了獨立公投，從蘇聯獨立。阿塞拜疆現任總統是伊利哈姆·阿利耶夫，所屬政黨是右翼的新阿塞拜疆党。阿塞拜疆的最高立法机构为国民议会。

## 外交

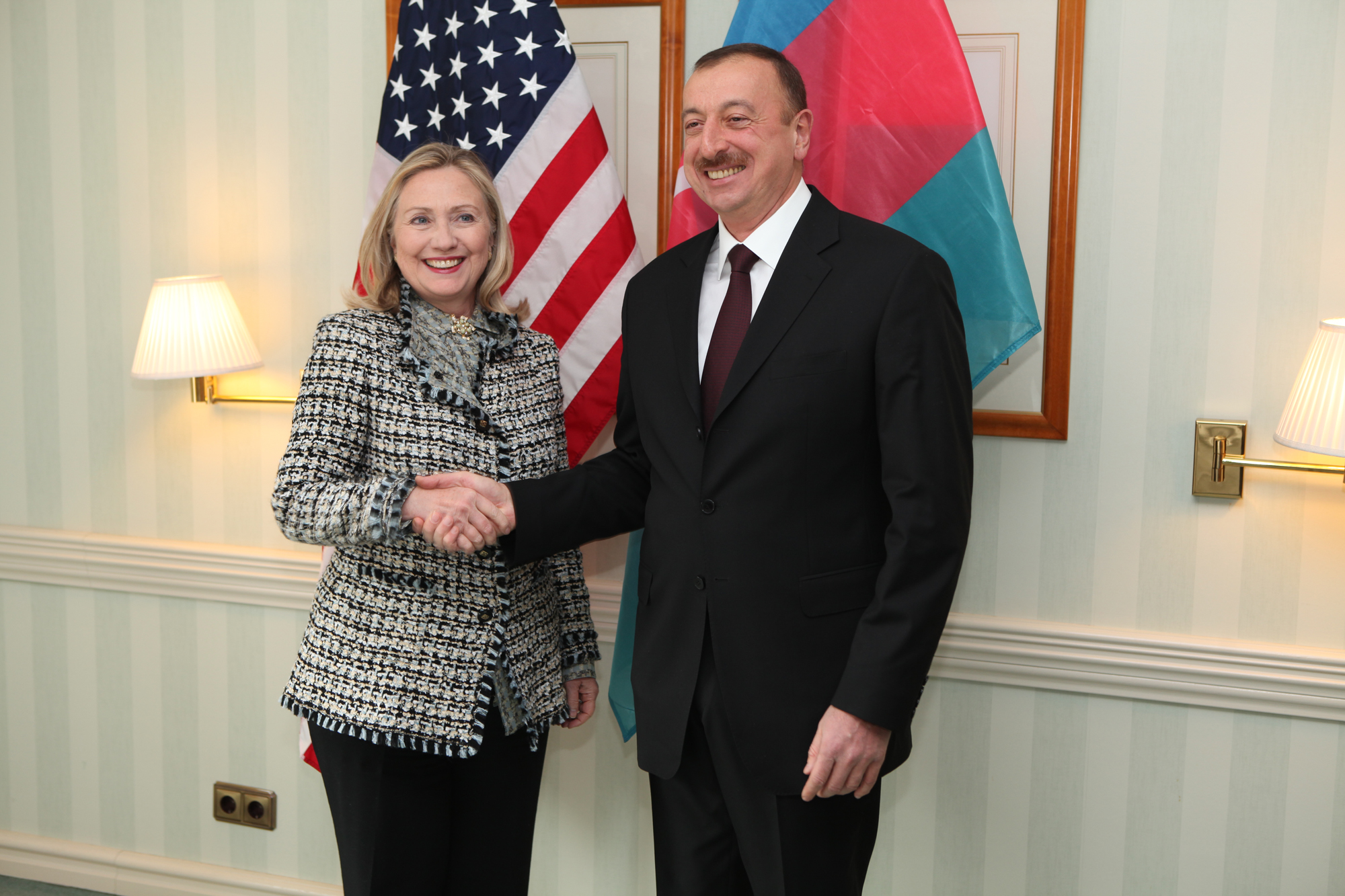
2012年2月4日阿塞拜疆总统伊利哈姆·阿利耶夫在慕尼黑与美国国务卿希拉里·克林顿会面

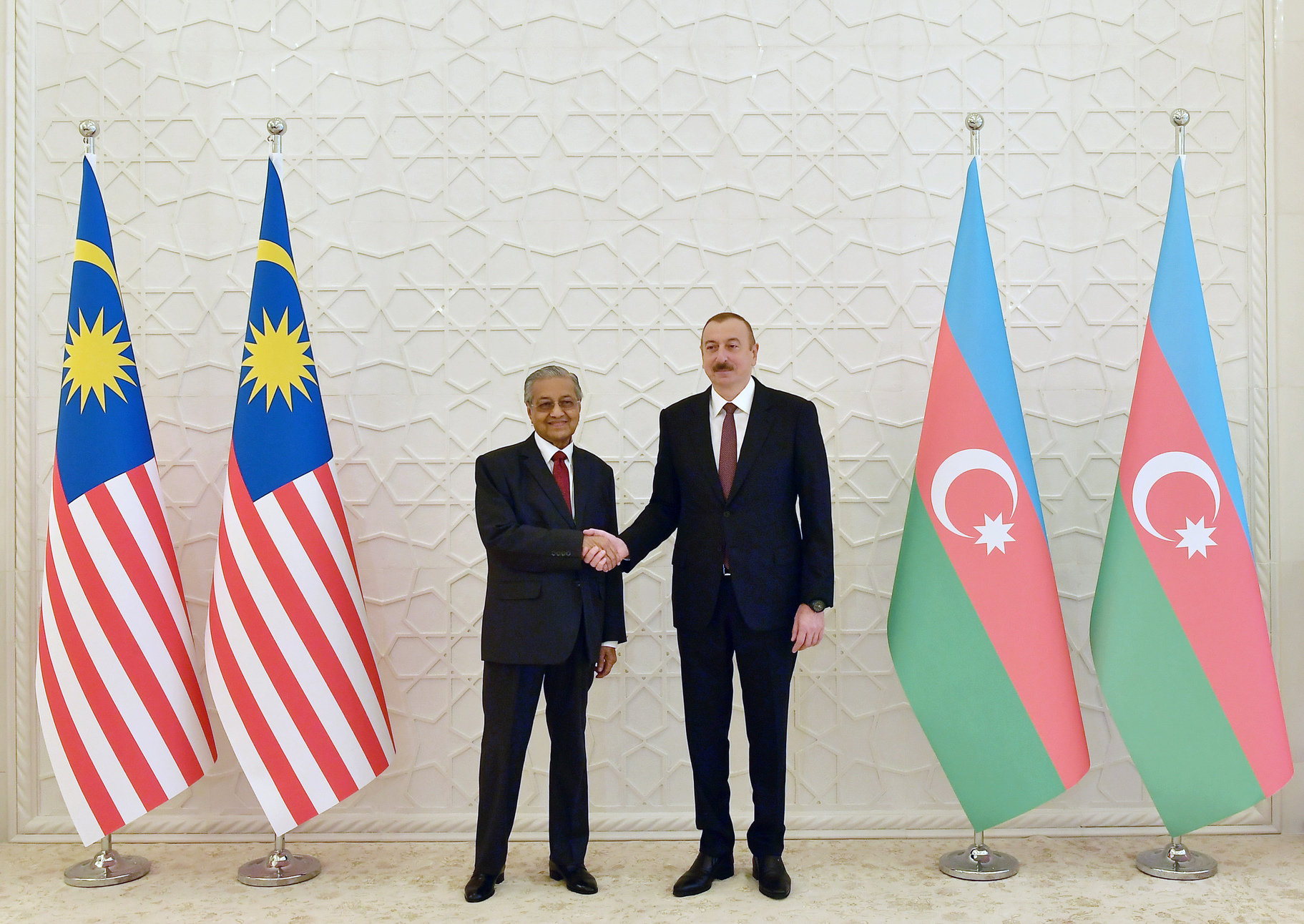
阿塞拜疆总统伊利哈姆·阿利耶夫与马来西亚首相马哈迪·莫哈末（2019年10月26日）

阿塞拜疆是世界卫生组织、國際貨幣基金組織、世界银行、亚洲开发银行、欧洲委员会、欧洲安全与合作组织、北约和平伙伴关系计划（PfP）的成员国，以及不结盟运动的成员国，也是世界贸易组织观察员国身份和国际电信联盟的成员国。阿塞拜疆是突厥语族6个独立的国家之一，也是突厥议会和突厥文化国际组织的成员，和独联体 (CIS)、古阿姆民主和经济发展组织 (GUAM) 的创始成员国之一。阿塞拜疆于1992年加入联合国，在2006年5月9日召开的联合国大会上，阿塞拜疆当选联合国人权理事会理事国（任期从2006年6月19日开始）。阿塞拜疆现在与世界上的188个国家建立了外交关系，并加入了38个国际组织。
與亞美尼亞因納戈爾諾-卡拉巴赫主權問題交惡，双方迄今未建交，也因歷史問題和宗教因素與俄羅斯关系紧张。
阿塞拜疆的整體外交立場偏向土耳其，属突厥國家組織成员。阿塞拜疆也与以色列国交流颇多，双方特别在伊朗问题上有密切合作。
2025年8月8日亞美尼亞總理帕辛揚（Nikol Pashinyan）和阿塞拜疆總統阿利耶夫（Ilham Aliyev）“將與特朗普一同在白宮，舉行正式的阿塞拜疆和亞美尼亞關於建立和平與國家間關系的協議和平簽署儀式”，握手並簽署聯合和平宣言，結束兩國30多年的衝突。兩國並同意建立一條交通走廊，命名為特朗普國際和平與繁榮之路（TRIPP）。特朗普又指兩國會開放貿易、旅遊及外交關係，並尊重彼此的主權與領土完整。

## 行政区划

亞塞拜然地图

亞塞拜然共分為：
- 59個區（rayonlar; rayon）
- 11個直轄市（saharlar; sahar）
- 1个自治共和国（纳希切万自治共和国，分為7區1市）

## 经济
阿塞拜疆石油和天然气资源丰富，首都巴库从苏联时代就是著名的石油城。石油天然气是国民经济的支柱产业，对外出口中油气产品占比达90%以上，油气行业平均人均工资高于全国平均工资水準达5倍。
据阿塞拜疆海关委员会统计，2020年上半年，阿对外贸易总额为126.76亿美元，同比下降25.41%，其中阿对外出口76.86亿美元，同比下降22.98%，阿自外进口49.90亿美元，同比下降28.88%。主要出口商品及其占比：原油（69.47%）、天然气（16.39％）、水果蔬菜（4.27%）、石油产品（2.12%）、塑料及其制品（1.21%）、棉纤维（0.77%）、电力（0.54%）、铝及其制品（0.53%）、化工产品（0.53%）、黑色金属及其制品（0.29%）、植物和动物油（0.15%）、棉线（0.13%）、糖（0.10%）、含酒精和不含酒精的饮料（0.09%）、茶（0.06%）、其他（3.35%）。
截至2021年1月1日，阿塞拜疆外汇储备达495.813亿美元。其中，阿塞拜疆国家石油基金（SOFAZ）为433.233亿美元，占87.4％；阿塞拜疆央行为62.58亿美元，占12.6％。 阿塞拜疆外债总额为99.1亿美元。

## 人口和族群
根據2009年阿塞拜疆最近的人口統查，全國人口的成份如下：
- 阿塞拜疆人 - 91.60%
- 列茲金人 - 2.2%
- 亞美尼亞人 - 1.35%
- 俄羅斯人 - 1.34%
- 塔雷什人 - 1.26%
- 阿瓦爾人 - 0.56%
- 土耳其人 - 0.43%
- 韃靼人 - 0.29%
- 塔蒂人- 0.28%
- 烏克蘭人 - 0.24%
- 查胡尔人 - 0.14%
- 格魯吉亞人 - 0.11%
- 猶太人 - 0.1%
- 庫爾德人 - 0.07%
- 其他 - 0.21%

2022年估計，亞塞拜然總人口數為10,353,296人。

## 宗教
| 阿塞拜疆宗教 | 阿塞拜疆宗教 | 阿塞拜疆宗教 | 阿塞拜疆宗教 | 阿塞拜疆宗教 |
| ------------ | ------------ | ------------ | ------------ | ------------ |
|              |              |              |              |              |
| 伊斯蘭教     | 伊斯蘭教     |              | 97.4%        | 97.4%        |
| 基督宗教     | 基督宗教     |              | 1.1%         | 1.1%         |
| 無宗教       | 無宗教       |              | 1.0%         | 1.0%         |
| 其他         | 其他         |              | 0.5%         | 0.5%         |

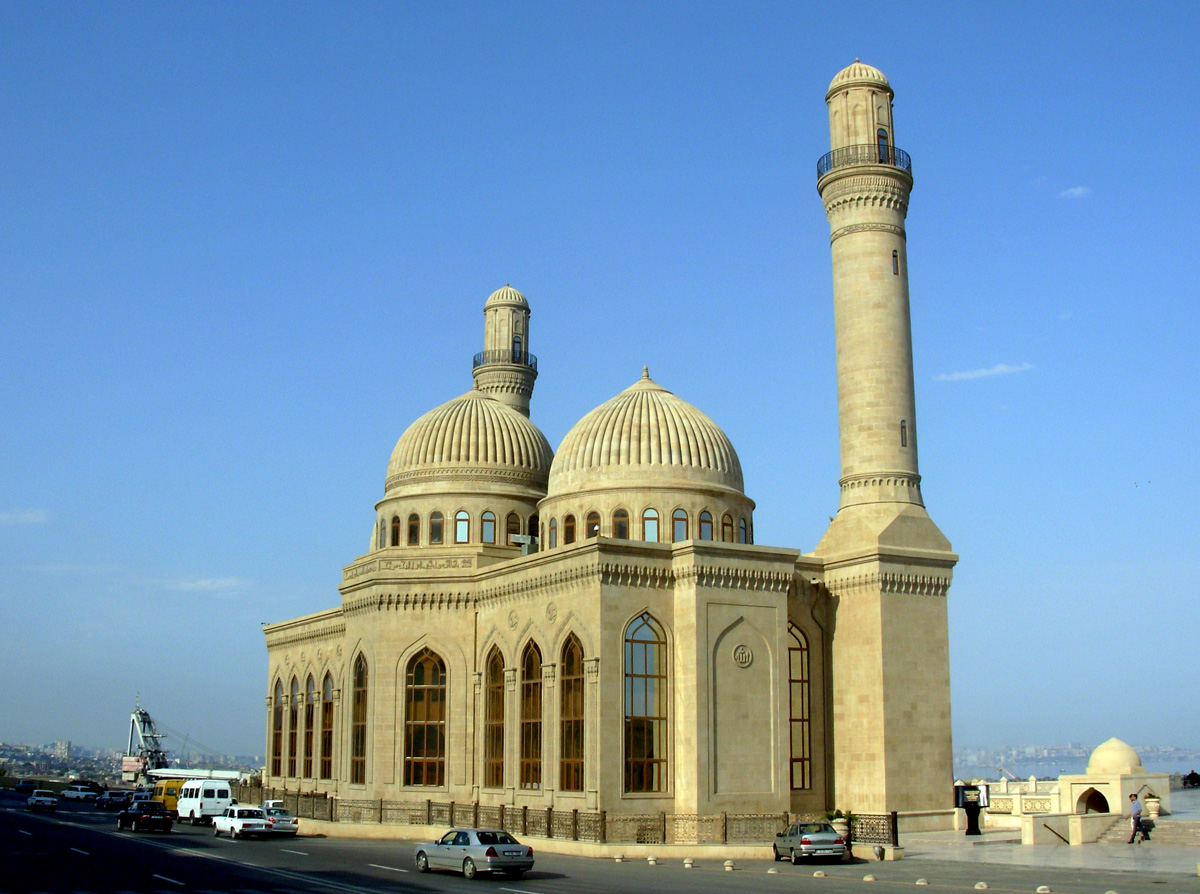
巴庫的比比 - 海巴特（Bibi-Heybat）清真寺

阿塞拜疆主要宗教為伊斯蘭教，人口普查显示97%的人口自称穆斯林（85%什葉派、15%遜尼派），為世界上什葉派穆斯林人口第二高的國家。阿塞拜疆不同種族社群信奉其他信仰，根據阿塞拜疆憲法，阿塞拜疆為世俗國家，宗教信仰自由。在2006年至2008年的蓋洛普調查中，只有21％的阿塞拜疆受訪者表示宗教是他們日常生活的重要組成部分，這使得阿塞拜疆成為世界上宗教氣氛最低的穆斯林多数國家，可称为文化意义上的穆斯林而非信徒。其他宗教有基督宗教和猶太教。阿塞拜疆是该地区犹太人数量最多的国家，高加索犹太人还拥有美国和以色列之外的唯一一个独立犹太村落。

## 文化

### 節日
阿塞拜疆是一个民族传统得到保持的国家。传统和伊斯蘭教的节日如“古尔邦节”（宰牲节）、肉孜节（开斋节）如以前一样得到庆祝。开春节（諾魯孜節）是波斯新年和春季最古老和最隆重的节日。阿塞拜疆的节日和重要纪念日有：1月1日（公曆新年），1月20日（全国哀悼日，为纪念1990年1月20日苏军进入巴库镇压独立时的殉难者），3月8日（国际妇女节），3月21日-22日（开春节），5月9日（胜利节），5月28日（国庆节，即共和国日，纪念1918年第一个民主共和国成立。）

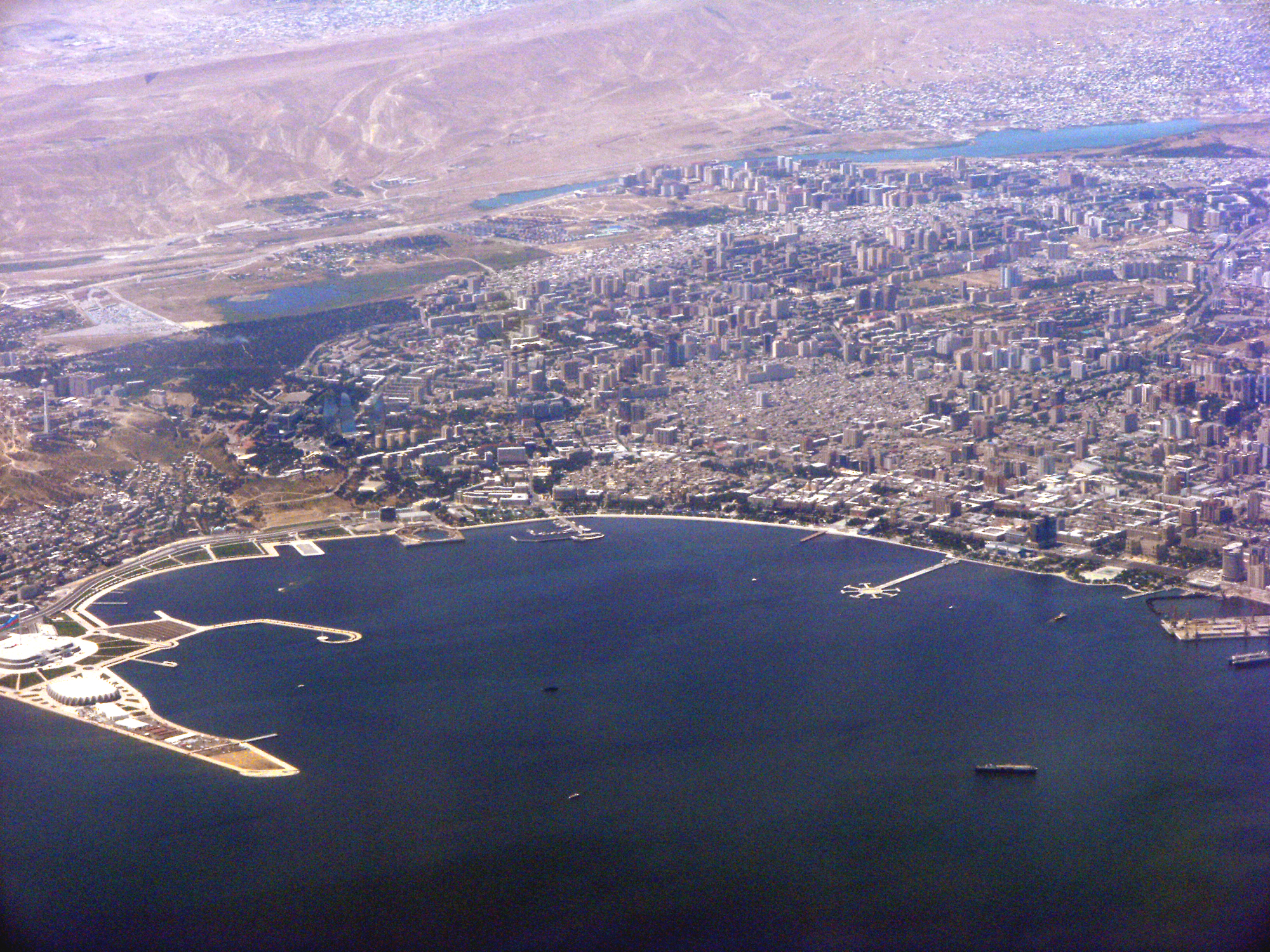
首都巴庫

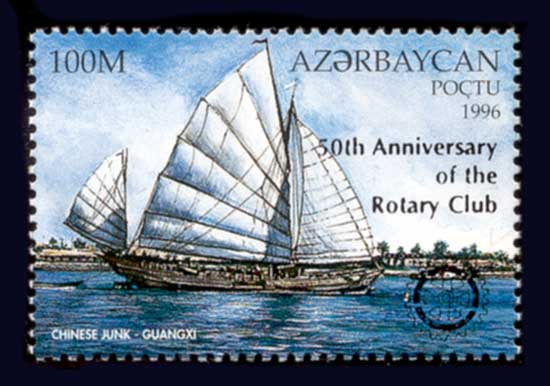
阿塞拜疆郵票(中國帆船)

## 體育
體育在亞塞拜然有歷史根源，即使是現在傳統和現代體育項目仍然流行。自由式角力傳統上一直視為亞塞拜然的國技，此項運動為亞塞拜然奪得14面獎牌，其中包括自加入國家奧林匹克委員會4枚金牌。
足球為亞塞拜然最流行的運動，亞塞拜然足球協會有9,122註冊球員，為國內最大的體育協會。
在西洋棋方面，除了舉辦過多場國際賽事外，還贏得2009年和2011年歐洲團體西洋棋錦標賽冠軍。
2012年12月8日，亞塞拜然首都巴庫取得2015年歐洲運動會的主辦權，為該賽事的首屆。也是该国自苏联独立之后举办的第一届综合性体育运动会。此前，巴庫申办过一次奥林匹克运动会，最终在首轮即被淘汰出局。

## 延伸阅读
[在维基数据编辑]
 《新元史/卷255》，出自柯劭忞《新元史》